# 거제중앙로
거제중앙로(Geojejungang-ro)는 경상남도 거제시 동부면 학동리 학동삼거리에서 경상남도 거제시 고현동 6번교차로를 잇는 경상남도의 도로다.

## 주요 경유지
경상남도
- 거제시 (동부면 . 상문동 . 고현동)

## 노선
전 구간 지방도 제1008호선에 속하므로 이에 대한 별도 표기는 생략한다.
| 이름                | 접속 노선                    | 소재지 | 소재지 | 비고 |
| ------------------- | ---------------------------- | ------ | ------ | ---- |
| 학동삼거리          | 국도 제14호선 (거제대로)     | 거제시 | 동부면 |      |
| 신연담교            |                              | 거제시 | 동부면 |      |
| 연담삼거리          | 지방도 제1018호선 (동부로)   | 거제시 | 동부면 |      |
| 구천삼거리          | 지방도 제1018호선 (북병산로) | 거제시 | 동부면 |      |
| (이름없음) (삼거교) | 반송재로                     | 거제시 | 상문동 |      |
| 배합재              |                              | 거제시 | 상문동 |      |
| 상동교차로          | 국도 제14호선 (거제대로)     | 거제시 | 상문동 |      |
| 고현사거리          | 고현로                       | 거제시 | 고현동 |      |
| 6번교차로           | 국도 제14호선 (거제대로)     | 거제시 | 고현동 |      |

## 주요 건물 및 시설
- GS칼텍스 학동주유소 (거제중앙로 19/학동리 269-1)
- 학동보건지소 (거제중앙로 21/학동리 268-5)
- KT거제학동분기국사 (거제중앙로 23/학동리 268-7)
- SK에너지 해금강주유소 (거제중앙로 659/구천리 467-6)
- S-OIL 계룡산주유소 (거제중앙로 1535/문동동 637-7)
- 삼룡초등학교(거제중앙로 1548/문동동 601)
- Tworld OK대리점 (거제중앙로 1601/상동동 29-1)
- 현대오일뱅크 민들레주유소(거제중앙로 1619/상동동 131-4)
- 상문동 행정복지센터 (거제중앙로 1641/상문동 167-11)
- 배스킨라빈스 거제상문점 (거제중앙로 1663/상동동 229-31)
- 르노코리아자동차 고현대리점 (거제중앙로 1705/상동동 603-3)
- 타이어프로 거제상동점 (거제중앙로 1717/상동동 623)
- SK에너지 금성주유소 (거제중앙로 1725/상동동 518-5)
- 타이어태크 상동점 (거제중앙로 1725/상동동 518-5)
- 거제 농협 본점 (거제중앙로 1726/상동동 590-1)
- 거제 농협 상동지점 (거제중앙로 1768/상동동 436-12)
- CU 거제계룡점 (거제중앙로 1771/상동동 438-13)
- 선한카센터 (거제중앙로 1780/상동동 422-1)
- 신현신협본점 (거제중앙로 1788/상동동 977-2)
- CU 거제동화점 (거제중앙로 1820/고현동 173-1)
- CU 고현점 (거제중앙로 1841/고현동 206)
- Tworld OK대리점 거제중앙점 (거제중앙로 1842/고현동 207-2)
- CU 고현뉴그랜드점 (거제중앙로 1855/고현동 155-1)
- 농협 거제시시부 (거제중앙로 1564/고현동 81-12)
- Tworld 우리통영대리점 고현점 (거제중앙로 1866/고현동 81-18)
- 농협 신현농협 하나로마트 고현점 (거제중앙로 1869/고현동 108-3)
- 농협 신현농협 고현지점 (거제중앙로 1871/고현동 108-2)
- 파리바게트 거제고현점 (거제중앙로 1881/고현동 98-12)
- 이니스프리 경남거제점 (거제중앙로 1889/고현동 98-6)
- KT플라자 고현점 (거제중앙로 1891/고현동 100-9)
- 경남은행 거제지점 (거제중앙로 1895/고현동 35-13)
- 올리브영 거제고현점 (거제중앙로 1905/고현동 961-142)
- SC제일은행 거제지점 (거제중앙로 1916/고현동 961-32)
- 신한은행 거제지점 (거제중앙로 1925/고현동 970-18)
- 거제 고용복지플러스센터 별관 (거제중앙로 1925/고현동 970-18)
- KT 최우수거제 고현2호점 (거제중앙로 1928/고현동 978-12)
- 친절약국 (거제중앙로 1928/고현동 978-12)